# 莫西諸王國
莫西诸王國是是對於在現在的布基納法索一帶先后建立的數個王国的泛稱。莫西诸王國從11世紀開始稱霸沃爾特河上游一帶, 直至1896年法國的到來及爾後於1919年所建立的法屬上沃爾特。

## 歷史
現今的布基納法索歷史上曾被數個民族遷徙過。自第11世紀和第12世紀開始，主要的莫西王朝由Gourma，Mamprousi，Dagomba，Yatenga，Boussouma和瓦加杜古王朝數支人民組成。最後的這一支發展得最為迅速。. 它是由Moro Naba Kouda所領導開始，當時他既是國王又是魔法師；而他自己是延嫩加公主的後代，這位公主被認為是莫西人的始祖。
現今有五個傳統莫西王族存留；滕科多戈、法達恩古爾馬、Ouahigouya、瓦加杜古和 Boussouma。